# 터미네이터: 사라 코너 연대기
《터미네이터 : 사라 코너 연대기》는 미국의 FOX에서 방영했던 영화 《터미네이터 2》 이후의 스토리를 배경으로 한 TV 시리즈이다. 《터미네이터 : 사라 코너 연대기》가 방영됨으로써 영화 《터미네이터 2》 이후로 《터미네이터 3》,《터미네이터: 미래전쟁의 시작》,《터미네이터 제니시스》와는 별개의 스토리로 진행된다. 2008년 1월 13일 첫 방송되어 시즌 1 9부작, 시즌 2 22부작로 2009년 4월 10일 종영되었다. 대한민국에서는 채널 CGV와 XTM를 통해 방영되었다.
《사라 코너 연대기》 첫 방영 때는 1830만 시청자를 만들었으나 점차 감소하여 시즌 1까지 950만 정도의 시청자를 유지했다. 하지만 시즌 2부터는 저조한 시청률로 300만 정도의 시청자를 만들어 내다가 시청률이 조금 올라갔지만 예전처럼 시청률을 유지하진 못하고 시즌 2로 종영하였다.

## 등장인물
사라 코너(레나 헤디)
터미네이터 사라 코너 연대기의 핵심인물. 존 코너의 어머니로서 존 코너를 보호하는 역할을 한다. 자신의 아들을 리더로 키우기 위해 또는 무슨 일이 일어나지 않게 신경쓰는 것 때문에 아들인 존 코너와 갈등을 빚곤 한다.
캐머런 필립스(섬머 글루)
2027년 미래의 존 코너가 보낸 여성형 터미네이터로 1999년 과거로 존 코너를 보호하기 위해 왔다. 캐머런의 모델은 엘리슨 영이다.(시즌2 4화 참고) 하지만 스카이넷에서 보낸 T-888보다 발전된 터미네이터인지 아닌지는 알려지지 않았다. 2007년으로 타임 점프를 하게 되고 존 코너의 동생으로 신분을 속이며 심판의 날을 막기위한 임무를 같이 수행하게 된다.
존 코너(토머스 데커)
미래의 저항군의 리더가 될 중요한 인물이다. 심판의 날을 막아야 한다는 부담감과 자유롭게 살 수 없는 삶, 정착할 수 없는 삶에 존 코너는 답답함을 호소하며 어머니 사라 코너와 갈등을 빚곤 한다.
데릭 리스(브라이언 오스틴 그린)
미래의 저항군인 존 코너의 삼촌이다. 동료 3명과 어떠한 목적을 수행하기 위해 과거로 오지만 발바라 쳄버리언이라는 또 다른 T-888에 의해 동료 3명을 잃고 쫓기게 된다. 후에 존 코너 일행을 만나 목숨을 건지고 일행과 심판의 날을 막기 위한 임무를 수행하게 된다.
제임스 엘리슨(리처드 J. 존스)
존 코너 일행을 쫓는 FBI 요원으로 처음엔 미래에서 기계가 왔다는 사실을 믿지 않았다. 하지만 20명의 FBI 요원이 크로마디 T-888에 의해 목숨을 잃게 되고 이로 인해 사실을 믿게 된다. 그 후 FBI 요원을 그만두고 제이라 사의 직원으로서 일하게 된다.
캐서린 위버(셜리 맨슨)
제이라 사의 CEO. 터크를 인공지능 기초로 바빌론 프로젝트를 실행하게 되며 딸인 사바나, 제임스, 보이드 심리학자를 통해 AI를 성장시키는 등 그녀의 목적은 불분명하지만 스카이넷과는 적으로 알려져 있다.
T-888
스카이넷에서 보낸, 이전의 T-800, T-850보다 뛰어나고 T-1000보다는 낙후된 터미네이터이다. 몸과 머리가 분리되어도 머리에 있는 칩만 작동한다면 몸체를 움직여 다시 머리를 붙일 수 있다. 내골격이 향상되어 샷건 같은 공격에도 잘 견딜수 있다. 인공지능이 전보다 많이 향상되어 인간의 성격을 자연스럽게 표현할 수 있다. 큰 전기충격을 받으면 120초의 리부트 시간이 필요하다. 과거로 온 T-888 수는 9개이다.(총 등장한 TV시리즈 터미네이터들은 다른 성능의 터미네이터와 합쳐 19개나 된다.)
존 헨리(개릿 딜라헌트)
존 코너 일행은 크로마디(T-888)의 칩을 빼낸 뒤 땅에 묻는다. 그러나 그곳에 같이 있었던 제임스 엘리슨이 크로마디의 몸체를 파낸 뒤 캐서린 위버의 바빌론 프로젝트에 넘긴다. 캐서린은 터크를 기초로 해 만든 AI를 크로마디의 몸체에 이식하고 존 헨리라 명명한다. 제임스 엘리슨은 AI를 탑재한 존 헨리를 교육하고 보이드, 사바나도 헨리의 AI를 발전시키기 위해 노력한다. 후의 인터넷 접속을 통해 AI는 더더욱 발전하게 된다. 나중에 존 헨리는 캐머런과 만나 캐머런의 칩을 이식 받은 후 2027년 미래로 떠나게 된다.

### 터미네이터 인물
크로마디(오와인 이오엔, 개릿 딜라헌트)
존 코너를 죽이기 위해 과거로 왔다. 존 코너 일행이 시간 이동을 하러 은행에 가자 이를 저지하기 위해 뒤를 쫓는다. 시간 이동을 하기 직전에 존 코너 일행이 있는 은행 금고에 들어가지만 사라 코너의 레일건을 맞고 쓰러진다. 그러나 쓰러지며 머리가 워프존에 들어가는 바람에 존 코너 일행과 함께 미래로 가게 된다. 미래로 온 크로마디는 한 생체 과학자를 찾아가 다 타버린 피부를 재생시킨 뒤 과학자의 눈을 빼앗는다. 그 뒤 성형외과 의사를 만나 내골격에 맞는 조지레슬러 형태로 수술을 받는다. 그 후에 조지레슬러를 죽인 뒤 다시 존 코너를 죽이려 한다. 추적과 결투 끝에 결국 존 코너 일행이 크로마디의 칩을 제거하고 땅에 묻어버린다. 이것을 제임스 엘리슨이 몰래 파내 제이라 사의 캐서린 위버에게 넘겨주어 AI를 이식받고 존 헨리로 다시 작동한다.
빅 쳄벌라이언
또 다른 T-888로 ARTIE라는 실시간 교통정보시스템을 보호하는 임무를 받는다. ARTIE는 장차 스카이넷의 신경망이 될 뉴로컴퓨터이다. 이를 보호하기 위해 빅은 ARTIE를 담당하는 여자와 결혼한다. 그리고 결혼한 여자의 계획을 방해하고 ARTIE에 위협이 되는 제시카 팩이라는 여자를 제거한다. 또, 결혼한 여자를 죽이려 하는 데릭 일행 중 3명을 죽인다. 동료가 죽고 홀로 살아남은 데릭을 제거하기 위해 교도소까지 쫓아가지만 카메론이 빅을 제압하고 칩을 제거해 버린다.
카터
미래에 터미네이터의 내골격으로 쓰이는 콜턴을 미래 스카이넷을 위해 핵공격도 견디는 창고에 저장하는 임무를 수행하러 과거로 온다. 하지만 존 코너 일행에 의해 콜턴을 강탈당하고 창고에 갇히게 된다.
(콜턴은 탄탈과 니오브가 섞인 합금이다.)

### 그 밖의 인물
찰리 딕슨(딘 윈터스)
찰리 딕슨은 진료 보조원으로, 사라 코너의 약혼자였다. 그러나 사라 코너가 사라진 이후 미셸이라는 여성과 결혼한다. 나중에 존 코너 일행에 많은 도움을 주었으며, 존 코너를 보호하다 칼리바 일행에 의해 살해당한다.
제시 플로어스(스테퍼니 제이컵슨)
제시는 지미 카터 호에서 있었던 경험 덕택에 라일리와 함께 과거로 오게 된다. 존 코너에게 라일리가 접근하는 동안 자신은 그들을 미행하여 존 코너 일행의 사진을 찍는다. 라일리에게 존과 캐머런을 떼어 놓으라는 임무를 주기도 하였다. 후에 제시는 라일리 사건 때문에 데릭에게 총에 맞아 죽는다.
라일리 도슨(레븐 램빈)
제시의 눈에 뜨인 라일리는 제시와 함께 과거로 오게되고 존 코너와 캐머런을 떼어 놓는 임무를 받는다. 하지만 제시 때문에 존 코너 일행의 행방에 위협을 주게된다. 또 캐머런이 터미네이터라는 것을 보게 되고, 이를 캐머런에게 들킨다. 정체가 노출된 캐머런이 라일리를 죽이려 했지만 존 코너가 이를 말린다. 나중에 제시에 의해 제거될 위험에 처하자 먼저 제시를 제거하려 하였으나, 자신이 총에 맞아 죽는다.

## 출연

### 주연
- 레나 헤디
- 토마스 데커
- 리차드 T. 존스
- 섬머 글루
- 브라이언 오스틴 그린

### 조연
- 가렛 딜라헌트
- 셜리 맨슨
- 레븐 램빈
- 스테파니 제이콥슨
- 딘 윈터스
- 맥켄지 브룩 스미스
- 쉐인 에델만
- 소냐 왈저
- 부시 필립스
- 브렌단 하인즈
- 조나단 잭슨
- 제시 가시아
- 캐서린 덴트
- 크리스티나 애프가
- 도리안 헤어우드
- 조나단 새도스키
- 네드 벨러미
- 매트 맥콤
- 루이스 차베즈
- 에도아르도 발레리니
- 알도 곤잘레스
- 마크 이바니어
- 레아 파이피스
- 제임스 얼바니악
- 피터 멘사
- 앤드레 로요
- 샬레인 우다드
- 딘 노리스
- 테오 로시
- 제프리 피어스
- 질리안 아메난테
- 페이 울프
- 채드 콜맨
- 맥 페리치
- 크리스 엘리스
- 존 드비토
- 유리 로웬탈
- 키스 필로우
- 크리쉬나 콜
- 에린 플레밍
- 필 모리스
- 카를로스 샌즈
- 사바나 제이드

## 기타
- 제작책임: 존 엔봄
- 프로듀서: 나탈리 체이데즈
- 프로듀서: 조엘 B. 마이클스
- 프로듀서: 마리오 카서
- 프로듀서: 조쉬 프리드먼
- 프로듀서: 제임스 미들턴
- 공동제작: 잭 스텐츠
- 공동제작: 애슐리 밀러
- 공동제작: 제시 워드 듀간
- 협력프로듀서: 잭 스텐츠
- 협력프로듀서: 애슐리 밀러
- 협력프로듀서: 아론 밀러
- 미술: 마렉 도브로볼스키
- 미술: 마이클 노보트니
- 세트: 라이언
- 세트: 브라이언 뎃포드
- 의상: 아만다 프리들랜드
- 배역: 게일리 필스버리